# Axis calamianensis
Il cervo delle Calamian (Axis calamianensis Heude, 1888), noto anche come cervo porcino delle Calamian, è una rara specie di cervo diffusa solamente nell'Arcipelago delle Calamian, appartenente politicamente alla Provincia filippina di Palawan. È una delle tre specie di cervo originarie delle Filippine, insieme al cervo delle Filippine e al cervo macchiato delle Visayas.
Talvolta viene detto che il cervo delle Calamian, così come il cervo di Bawean, suo simile, non sia originario delle isole in cui vive, ma discenda da cervi porcini selvatici introdotti dagli esseri umani. Più probabilmente, però, rappresenta la popolazione residua di una specie più diffusa, rimasta isolata su queste isole nel corso del Pleistocene.

## Descrizione
Il cervo delle Calamian ha un mantello di colore marrone, che nei maschi diviene più scuro con l'età. Diversamente dal cervo porcino, suo stretto parente, non è macchiato. La coda, corta e folta, ha la parte inferiore bianca; le zampe, relativamente lunghe, sono di un colore più scuro rispetto al resto del corpo. I palchi, presenti, come in quasi tutti i cervi, solo nei maschi, sono piccoli, e terminano con tre punte. Questo cervo misura 105-115 cm di lunghezza, 60-75 cm di altezza al garrese e pesa 36-50 kg.

## Distribuzione e habitat
Il cervo delle Calamian vive solamente su alcune isole delle Calamian (Busuanga, Calauit, Culion e altre isolette minori). Malgrado la vicinanza, non è mai stato presente su Palawan.

## Biologia
Il cervo delle Calamian è un abitante delle foreste dalle abitudini notturne. Di giorno riposa nascosto nel fitto sottobosco, ma la notte abbandona il riparo per andare a mangiare, spostandosi con la testa bassa e cercando di rimanere, come sempre, nascosto tra la fitta vegetazione. La sua dieta consiste principalmente di foglie.
Dopo circa 180 giorni di gestazione, la femmina partorisce di solito un unico piccolo, più raramente due. Questi vengono svezzati a sei mesi e raggiungono la maturità sessuale a 8-12 mesi.

## Conservazione
A causa delle piccole dimensioni del suo areale (solo 1.500 km² circa), della deforestazione, della concorrenza con le specie introdotte e della caccia, il cervo delle Calamian si trova attualmente in pericolo di estinzione. La IUCN lo inserisce tra le «specie in pericolo», essendo la sua popolazione costituita soltanto da 900 esemplari. La popolazione più numerosa si trova in un'area protetta sull'isola di Calauit, ma la specie sopravvive anche in piccolo numero sulle isole di Busuanga e Culion.